# Tomás Albornoz

a Compétitions nationales et continentales officielles uniquement.

b Matchs officiels uniquement.
Dernière mise à jour le 26 novembre 2024.
Tomás Albornoz, né le 17 septembre 1997 à San Miguel de Tucumán (Argentine), est un joueur international argentin de rugby à XV qui joue au poste de demi d'ouverture au Benetton Trévise depuis 2021.
Il commence sa carrière dans son pays natal en 2016, au Tucumán Rugby Club. En 2020, il joue avec les Jaguares et Ceibos, avant de quitter l'Argentine pour l'Italie quand il s'engage avec le Benetton Trévise en 2021. En parallèle, il joue avec l'équipe nationale argentine depuis 2022.

## Biographie

### Jeunesse et formation
Tomás Albornoz naît le 17 septembre 1997 à San Miguel de Tucumán en Argentine. Durant sa jeunesse, il joue au rugby à XV dans sa ville natale au Tucumán Rugby Club, où il fait toute sa formation.

### Débuts en Argentine (2016-2021)
Après avoir joué avec toutes les équipes de jeunes du Tucumán RC, Tomás Albornoz fait ses débuts en équipe première en mars 2016, contre San Luis, durant le Nacional de Clubes. En effet, en manque de résultat, son équipe décide de renouveler son effectif cette saison et d'intégrer plusieurs joueurs de moins de 20 ans, dont Albornoz.
L'année d'après, en 2017, il est sélectionné en équipe d'Argentine des moins de 20 ans pour le Championnat du monde junior.
Deux ans plus tard, en 2019, il est sélectionné avec l'Argentine XV, l'équipe réserve des Pumas, avec qui il marque notamment un doublé lors d'une confrontation face au Chili remportée 55-3. Il participe ensuite à la Coupe des Nations un mois plus tard avec cette même sélection. Il est titulaire à l'arrière pour le match d'ouverture remporté 39 à 25 contre la Namibie, puis entre en jeu dans une défaite contre la Russie.
En début d'année 2020, il rejoint les Jaguares. Il joue un match de Super Rugby contre les Queensland Reds, avant l'arrêt de la saison à cause de la pandémie de Covid-19,. Il rejoint alors le club argentin des Ceibos, en Súperliga Americana de Rugby, mais peut être rappelé à tout moment par Gonzalo Quesada, l'entraîneur des Jaguares si la saison de Super rugby reprend. Il joue son premier match avec Ceibos un mois après avoir fait ses débuts en Super Rugby. Il entre en jeu dans une large victoire 48-8 contre les Paraguayens des Olimpia Lions et inscrit huit points au pied. Il joue un deuxième et dernier match contre les Chiliens de Selknam, avant l'arrêt définitif de toutes les compétitions.
Étant le troisième choix au poste de demi d'ouverture aux Jaguares, en 2020, il joue avec les Jaguares XV (nouveau nom des Jaguares) en 2021. Il est alors en concurrence avec Martín Elías pour la saison 2021 de la Súperliga Americana. Albornoz est titulaire en finale du championnat contre Peñarol et transforme deux essais, permettant aux siens de l'emporter 36 à 28 et d'être le premier champion de la compétition.

### Transfert au Benetton Trévise et débuts avec lesPumas(depuis 2021)
À l'été 2021, Tomás Albornoz quitte son pays pour rejoindre le Benetton Trévise, en Italie. Il s'impose rapidement dans sa nouvelle équipe et en devient un élément important. À la fin de sa première saison au club en 2021-2022, après avoir joué treize matchs et marqué cinquante-quatre points, il prolonge son contrat de deux ans, jusqu'en 2024. Ensuite, il rejoue avec l'Argentine XV durant l'intersaison pour des tests internationaux d'été contre la Géorgie et le Portugal,.
À la suite de ces matchs amicaux avec l'équipe réserve, il est sélectionné pour la première fois de sa carrière avec l'équipe d'Argentine pour le Rugby Championship 2022. Alors qu'il n'était dans un premier temps pas appelé, il est finalement convoqué à la dernière minute pour remplacer Benjamín Urdapilleta et Domingo Miotti. Il connaît sa première cape le 6 août 2022, lors de la première journée du tournoi contre l'Australie dans une défaite 41 à 26. Il joue également le match retour contre les Wallabies et inscrit son premier essai international à cette occasion, en toute fin de partie.
En 2022-2023, il joue un match amical contre le pays de Galles. Son club atteint plus tard la demi-finale de la Challenge Cup, mais Trévise est éliminé par le RC Toulon qui remporte ensuite la compétition. En fin de saison, Albornoz prolonge son contrat avec le club italien de trois ans supplémentaires, soit jusqu'en 2026, alors que celui-ci arrive à expiration. Puis, il est retenu avec son pays pour le Rugby Championship, durant lequel il ne joue qu'une seule rencontre, face à l'Afrique du Sud. Il est ensuite convoqué pour préparer la Coupe du monde 2023. Il prend part à un match de préparation contre les Springboks, mais n'est toutefois pas convoqué dans le groupe final participant au Mondial.
Durant la saison 2023-2024, le Benetton Trévise est une nouvelle fois battu en demi-finale de la Challenge Cup, cette fois par Gloucester Rugby. En United Rugby Championship, l'équipe se qualifie pour les quarts de finale mais est éliminée aussitôt par les Bulls. Après cette élimination, Albornoz est sélectionné avec l'Argentine pour deux test matchs contre la France.

## Palmarès
- Jaguares XV
  - Vainqueur de la Súperliga Americana en 2021